# Fjodor Apraksin

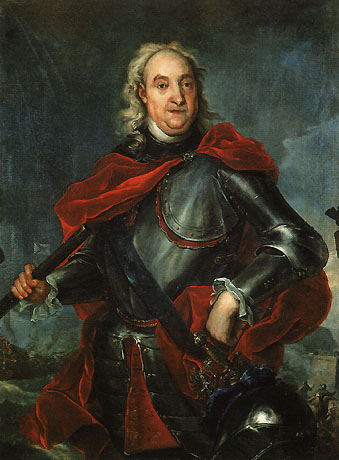
Fyodor Apraksin

Graaf Fjodor Matvejevitsj Apraksin (Russisch: Фёдор Матвеевич Апраксин) (?, 27 oktober 1661 - Moskou, 10 november 1728) was een van de eerste Russische admiralen die over Estland en Karelië regeerden.

## Eerste activiteiten op de scheepswerven
De gebroeders Apraksin werden bekend aan het hof sinds hun zus trouwde met tsaar Fjodor III van Rusland in 1681. Na de dood van de tsaar beloofde hij trouw aan Peter I van Rusland. Fjodor nam zelfs deel aan de valse oorlogen die Peter de Grote organiseerde. Verder hielp Fjodor ook met het bouwen van een speelgoedvloot voor de jonge tsaar.
In 1692 werd Apraksin aangewezen tot heer van Archangelsk, veruit de belangrijkste havenstad van Rusland in die tijd. Daar bouwde hij schepen die geschikt waren om de strenge winters en stormen van de Witte Zee, tot groot genoegen van Peter.In 1697 werd hem opgedragen om de grootse schipwerken in Voronezj te leiden, deze zouden het ontstaan geven van de eerste Russische vloot: de Russische Keizerlijke Marine. na de tweede Azovcampagne werd hij in 1700 tot de eerste gouverneur van Azov benoemd.Tijdens de Grote Noordse Oorlog bouwde hij verder versterkte steden uit in het zuiden van Rusland: Taganrog en Tavrov.

## Grote Noordse Oorlog
Apraksin bleef het oppercommando rond de Zwarte Zee leiden gedurende de Proetcampagne. Na zijn jaren in Azov te hebben gesleten, werd hij in 1707 benoemd tot hoofd van de Admiraliteit van Sint-Petersburg. Het jaar daarna werd hij aangeduid om de nieuwe hoofdstad Sint-Petersburg te verdedigen tegen de Zweden. Hij slaagde erin om het Zweeds leger in de slag om Vyborg terug te dringen tot meer dan 150 kilometer weg van Sint-Petersburg. Hiervoor werd hij beloond door opgenomen te worden in de Orde van Sint-Andreas en werd hij tot gouverneur van Estland en Karelië benoemd.

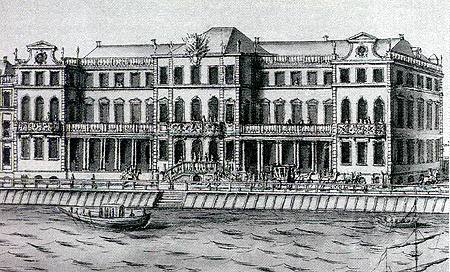
Het Apraksinpaleis in Sint-Petersburg werd ontworpen door Jean-Baptiste Le Blond in 1717-1725. Het paleis zou zo mooi geweest zijn dat 'zelfs een koning er jaloers op zou zijn'. Enkele tientallen jaren later werd het paleis afgebroken om plaats te maken voor het Winterpaleis.

In 1713 had hij de leiding over de vloot die hielp om Helsinki in te nemen. Ook voerde hij het bevel over de zeeslag bij Hanko.
Van 1710 tot 1720 leidde hij persoonlijk de veldslagen in Zweden, waarbij hij het land meedogenloos vernietigde waar hij passeerde. Hierdoor waren de Zweden vlugger geneigd de Vrede van Nystad te ondertekenen.